# Jan Miense Molenaer

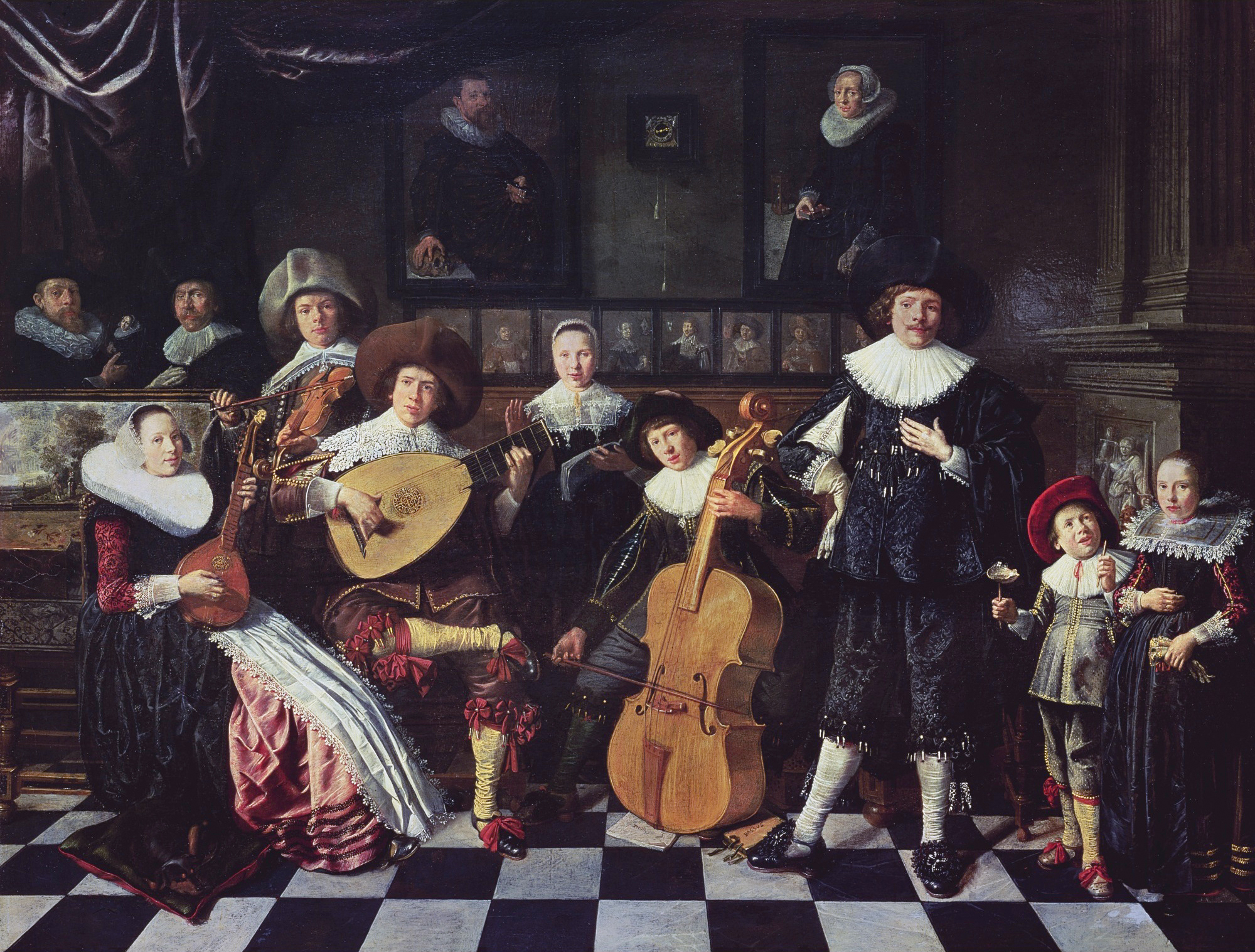
A festő családja (1635; Frans Hals Múzeum, Haarlem)

Jan Miense Molenaer (Haarlem, 1610. körül — Haarlem, 1668. szeptember 19.) holland festő és rézmetsző a holland aranykorban.

## Életpályája
Festészetet Haarlemben Frans Halsnál tanult, mestere és Adriaen Brouwer is hatással volt munkásságára. Feltehetően Frans Hals tanítványa volt Judith Leyster festőnő is, akit 1636-ban feleségül vett. Házasságukból öt gyermek született. Főleg Haarlemben, s egy ideig (az 1630-as évek és az 1640-es években) Amszterdamban működött. Legsikeresebb műfaja az életkép volt. A budapesti Szépművészeti Múzeum is őriz tőle néhány életképet, főleg kocsmai jeleneteket.
A figurális ábrázolásban mutatkozott meg az ő tehetsége, csoportjelenetek megszerkesztéséhez is kiválóan értett, esküvőket és saját családját is megfestette csoportképen, saját családjának csoportképén magát is megörökítette, a második sorban balról a második portré. 
Főleg kisméretű képeket festett, a vidéken élő parasztok életéből merítette életképeinek témáit, de polgári enteriőrök is szerepelnek képei közt, leginkább zenélő embereket ábrázolt, s szívesen örökített meg vidám, humoros jeleneteket, sőt tájképeket is festett. Jan Miense Molenaer testvérei is festők voltak. 58 évet élt, Haarlemben halt meg 1668-ban.

## Galéria

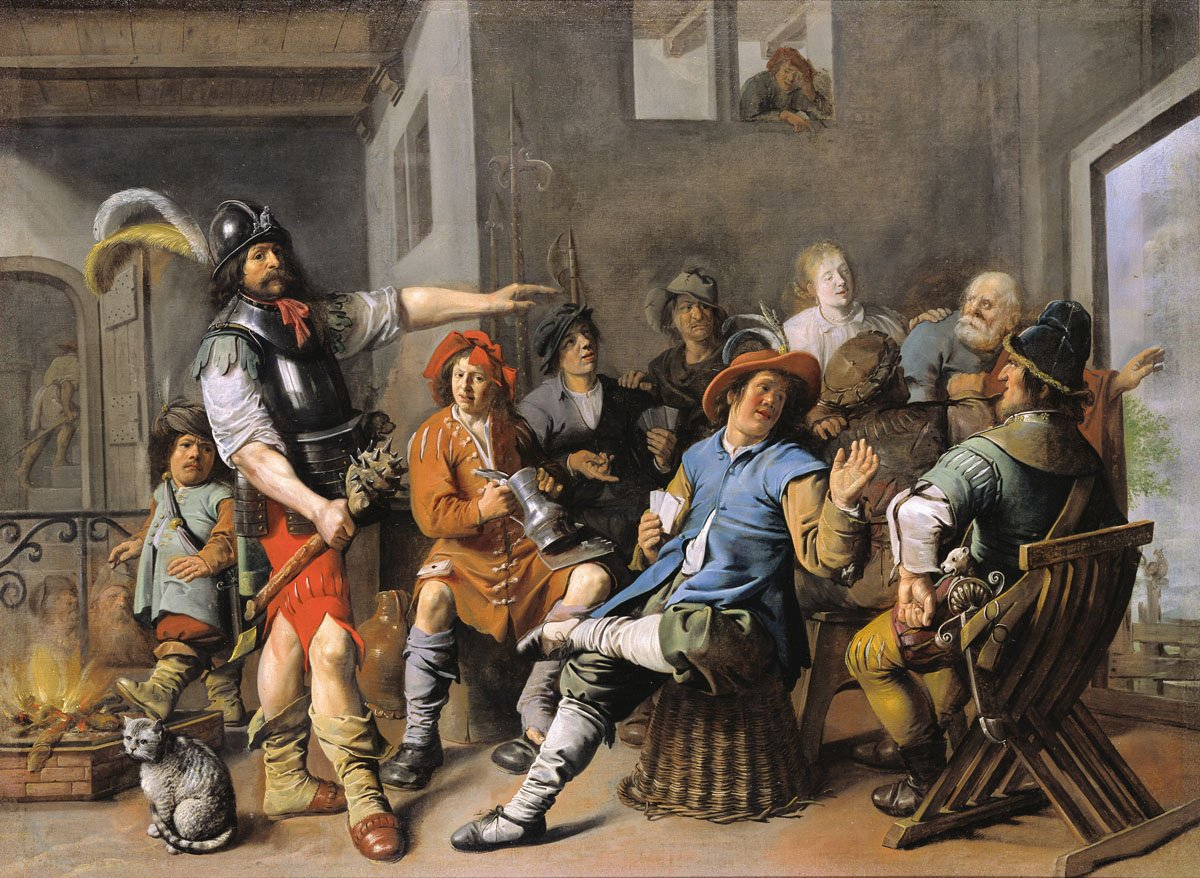
Péter tagadása (1636; Szépművészeti Múzeum, Budapest)
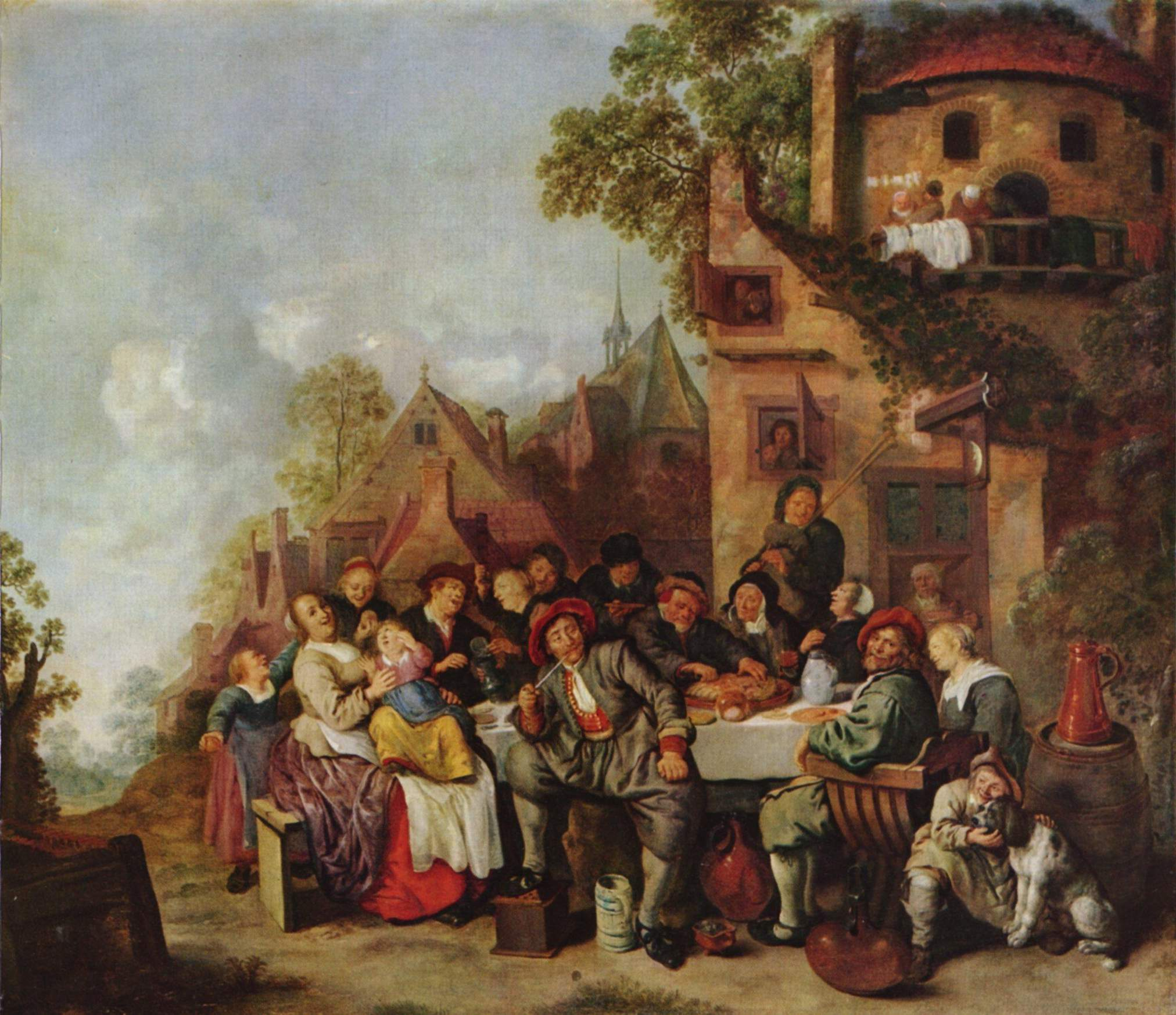
A Félhold nevű kocsmánál (Szépművészeti Múzeum, Budapest)
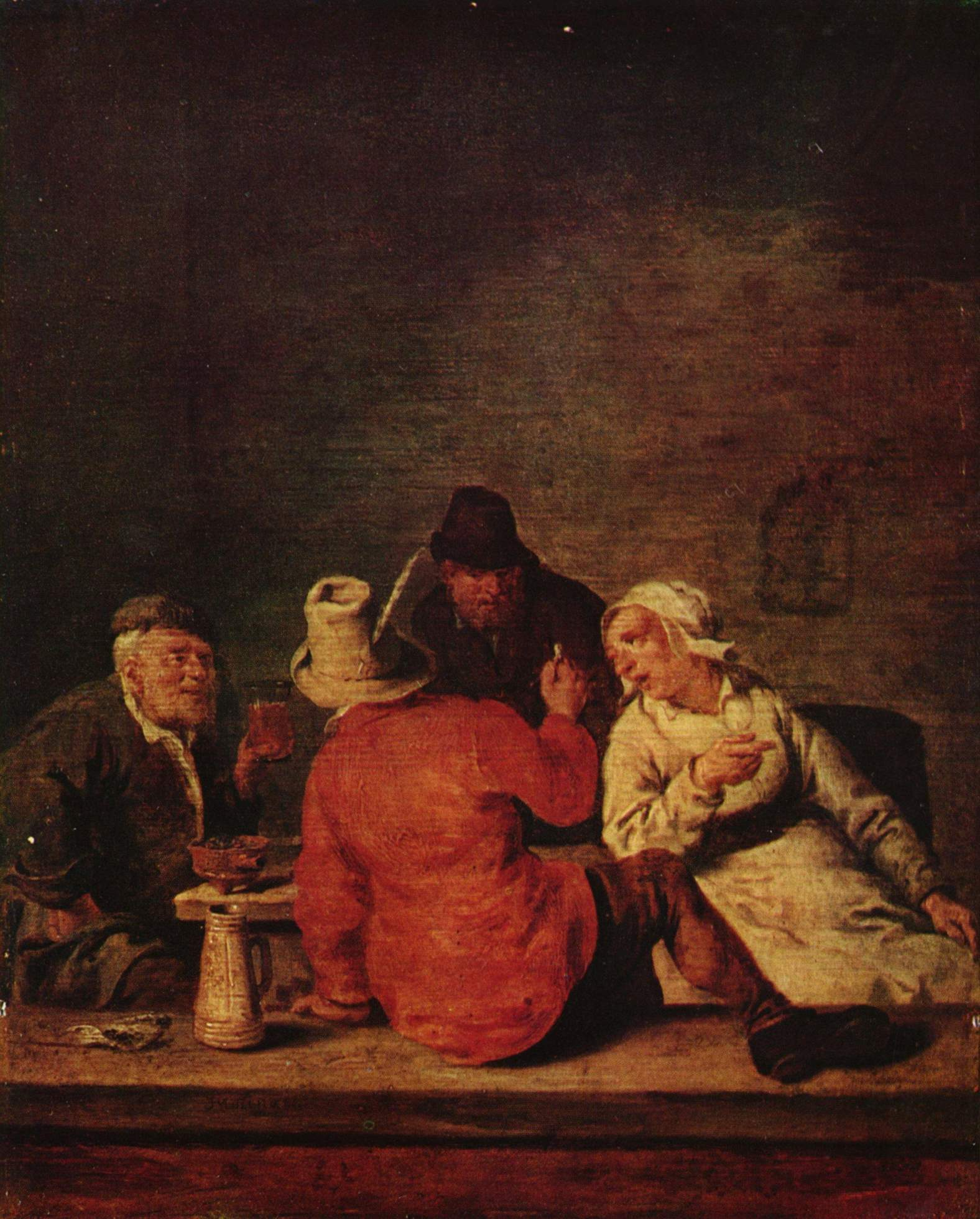
Parasztok a kocsmában (1650; Szépművészeti Múzeum, Budapest)
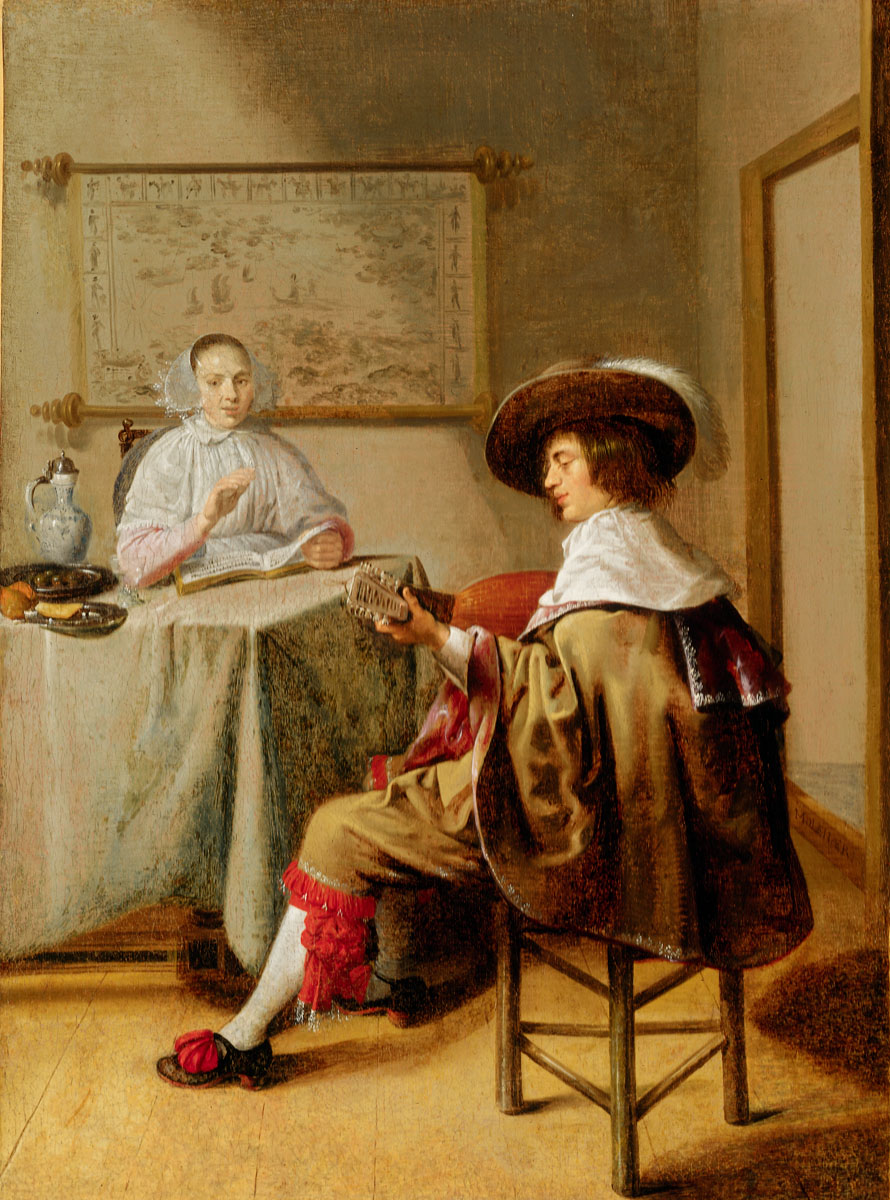
Muzsikáló pár (Szépművészeti Múzeum, Budapest)
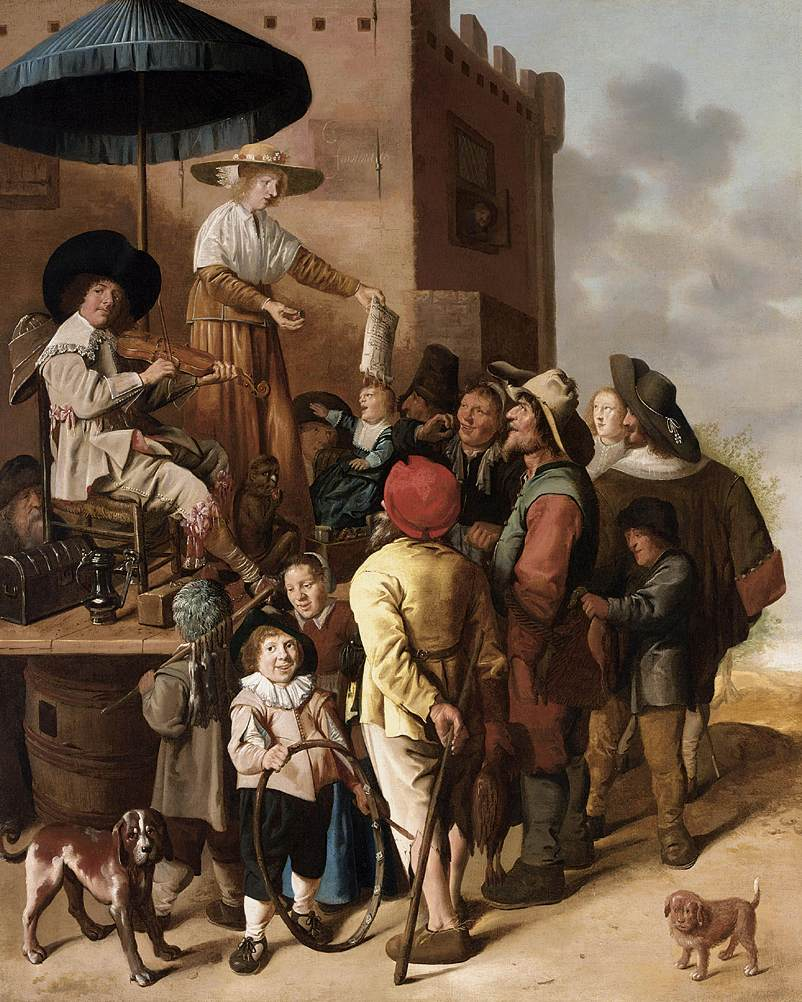
A kuruzsló és asszisztense (1630 körül, magángyűjteményben)